# 貴定県駅
座標: 北緯26度21分18.26秒 東経107度11分14.66秒 / 北緯26.3550722度 東経107.1874056度
貴定県駅（きていけんえき）は中国貴州省黔南プイ族ミャオ族自治州貴定県昌明鎮にある貴広旅客専用線の鉄道駅である。この駅は貴定県中心部より35km、都勻市からは26km、貴定南駅からは2kmである。2014年12月26日設立、旧名称は昌明駅。

## 駅構造
貴定県駅の面積は2999平方メートルであり、2面4線が存在する。

## 停車列車
以下の電車が停車する。
| 数量 | 列車番号 | 始発駅     | 始発駅発車時間 | 当駅到着時間 | 終点駅     | 終点駅到着時間 |
| ---- | -------- | ---------- | -------------- | ------------ | ---------- | -------------- |
| 1    | D5403    | 貴陽駅     | 18:31          | 19:07        | 都イン東駅 | 19:26          |
| 2    | D5402    | 都イン東駅 | 19:44          | 20:01        | 貴陽北駅   | 20:47          |
| 3    | D2804    | 広州南駅   | 07:35          | 12:16        | 貴陽北駅   | 12:54          |
| 4    | D2819    | 貴陽北駅   | 17:38          | 18:14        | 広州南駅   | 23:11          |
| 5    | D3523    | 貴陽北駅   | 13:38          | 14:25        | 南寧東駅   | 19:15          |

## 駅周辺
- 斗篷山景区

## 隣の駅
中国高速鉄道
貴広客運専線
龍里北駅　- 貴定県駅　- 都イン東駅